# Wolff-omlegging
De Wolff-omlegging is een omleggingsreactie in de organische chemie, waar een α-diazo-keton wordt omgezet in een keteen. Deze reactie is voor het eerst beschreven door Ludwig Wolff in 1912.
De omlegging wordt gekatalyseerd door licht, warmte of een overgangsmetaal-katalysator zoals zilveroxide. Hierbij wordt stikstofgas vrijgesteld, hetgeen een carbeenovergangstoestand vormt die vervolgens omlegt. Deze 1,2-omlegging is de hoofdstap in de Arndt-Eistert-reactie.
In een studie uit 2006 wordt de Wolff-omlegging uitgevoerd in een elektrochemische opstelling waarbij de katalysator zilveroxide gereduceerd wordt tot elementair zilver in de vorm van nanodeeltjes (2-4 nm diameter) welke via een radicaal kation het product vormt.